# Lycopène
Le lycopène est un tétraterpène de la famille des caroténoïdes, plus précisément des carotènes.
C'est un pigment liposoluble rouge que l'on trouve surtout dans la tomate mais également dans d'autres fruits rouges, la pastèque, l'Elaeagnus umbellata, le pamplemousse... 

Il doit son nom au nom latin de la tomate (Solanum lycopersicum), qui en comporte la plus forte concentration naturelle : 27 mg pour 125 ml de purée de tomate, 17 mg pour 125 ml de sauce tomate. La tomate crue présente des valeurs en lycopène moins élevées mais proches de celles de la pastèque, qui en contient 3,5 mg à 8 mg selon les cultures, pour une portion de 125 ml.
Le lycopène est, parmi les caroténoïdes, le plus présent dans le corps humain et est antioxydant.

## Structure chimique et propriétés

Formule de structure du lycopène.

Le lycopène est un terpène constitué de 8 molécules isoprènes. Sa formule est : C40H56.
Sa couleur est due à ses onze doubles liaisons covalentes carbone-carbone conjuguées : chaque double liaison réduit l'énergie nécessaire à un électron pour passer à un niveau d'énergie supérieur, ce qui permet à la molécule d'absorber progressivement des longueurs d'onde de plus en plus grandes de la lumière visible (déplacement bathochrome). Le lycopène, présentant des maxima d'absorption entre 450 et 500 nm, paraît rouge-orangé.
Le lycopène soumis à une réaction d'oxydation se casse au niveau des doubles liaisons carbone pour donner des molécules plus petites, chacune doublement liée à un atome d'oxygène. Bien que les liaisons C=O donnent aussi un pigment, ces molécules sont trop courtes pour absorber suffisamment de lumière pour apparaître colorées. De même, une réaction de réduction peut lui faire perdre sa couleur en saturant ses atomes de carbone (les doubles liaisons se transformant en simples liaisons).
Le lycopène est liposoluble et non hydrosoluble.

## Sources alimentaires
Les fruits qui contiennent le plus de lycopène sont :  la tomate cuite, la pastèque crue, le poivron rouge, le pamplemousse rose, la goyave, et la papaye.
Contrairement aux autres nutriments contenus dans les fruits et légumes dont la quantité diminue pendant la cuisson (comme la vitamine C), la cuisson augmente la quantité de lycopène biodisponible de la tomate: la chaleur le libère des cellules. Ainsi, pour une même proportion, on trouve environ 17 mg de lycopène biodisponible dans la sauce tomate contre 5 mg dans la tomate fraîche. Pour cette raison, les aliments courants contenant le plus de lycopène biodisponible sont les produits transformés à base de tomate : soupe, jus, sauce, purée et pâte concentrée y compris le ketchup. Toutefois cette réaction ne fonctionne pas pour les autres fruits. Par exemple, pour la pastèque, une oxydation (découpée) au-delà de 4 jours ou une cuisson font chuter le taux de lycopène.

## Propriétés médicinales
Le lycopène est l'un des caroténoïdes les plus puissants pour l'élimination intracellulaire des radicaux libres. Son efficacité est due à sa liposolubilité, les radicaux libres se formant dans la partie lipidique des cellules.
Selon les recommandations du Fonds mondial de recherche contre le cancer, le lycopène contenu dans le pamplemousse (mais aussi dans d'autres fruits, dont la tomate) aurait un effet protecteur contre le cancer de la prostate. Cette allégation est néanmoins jugée infondée par la FDA; l'effet du lycopène sur le cancer de la prostate a été étudié dans des études financées par l'entreprise Heinz et les résultats obtenus sont peu probants. 
La consommation régulière d'aliments contenant du lycopène est faiblement associée à une réduction des risques de maladie cardio-vasculaire.

## Colorant alimentaire
Du fait de sa grande disponibilité, le lycopène est beaucoup utilisé comme colorant. Il porte alors le numéro E160d, parfois suffixé pour en indiquer l'origine : 
- 160d(i) : Lycopène synthétique
- 160d(ii) : Lycopène issu de la tomate
- 160d(iii) : Lycopène tiré de Blakeslea trispora (un champignon zygomycète)

Le lycopène se diffuse rapidement dans la structure de nombreuses matières plastiques ; comme il n'est pas hydrosoluble, il est difficile à nettoyer à l'eau ou au savon, mais peut être oxydé (et donc décoloré) avec de l'eau de Javel diluée.  